# Uzovský Šalgov
Uzovský Šalgov (bis 1927 slowakisch „Šalgov“; ungarisch Pusztasalgó – bis 1907 Úszsalgó) ist eine Gemeinde im Osten der Slowakei mit 669 Einwohnern (Stand 31. Dezember 2024). Sie gehört zum Okres Sabinov, einem Kreis des Prešovský kraj, sowie zur traditionellen Landschaft Šariš.

## Geographie

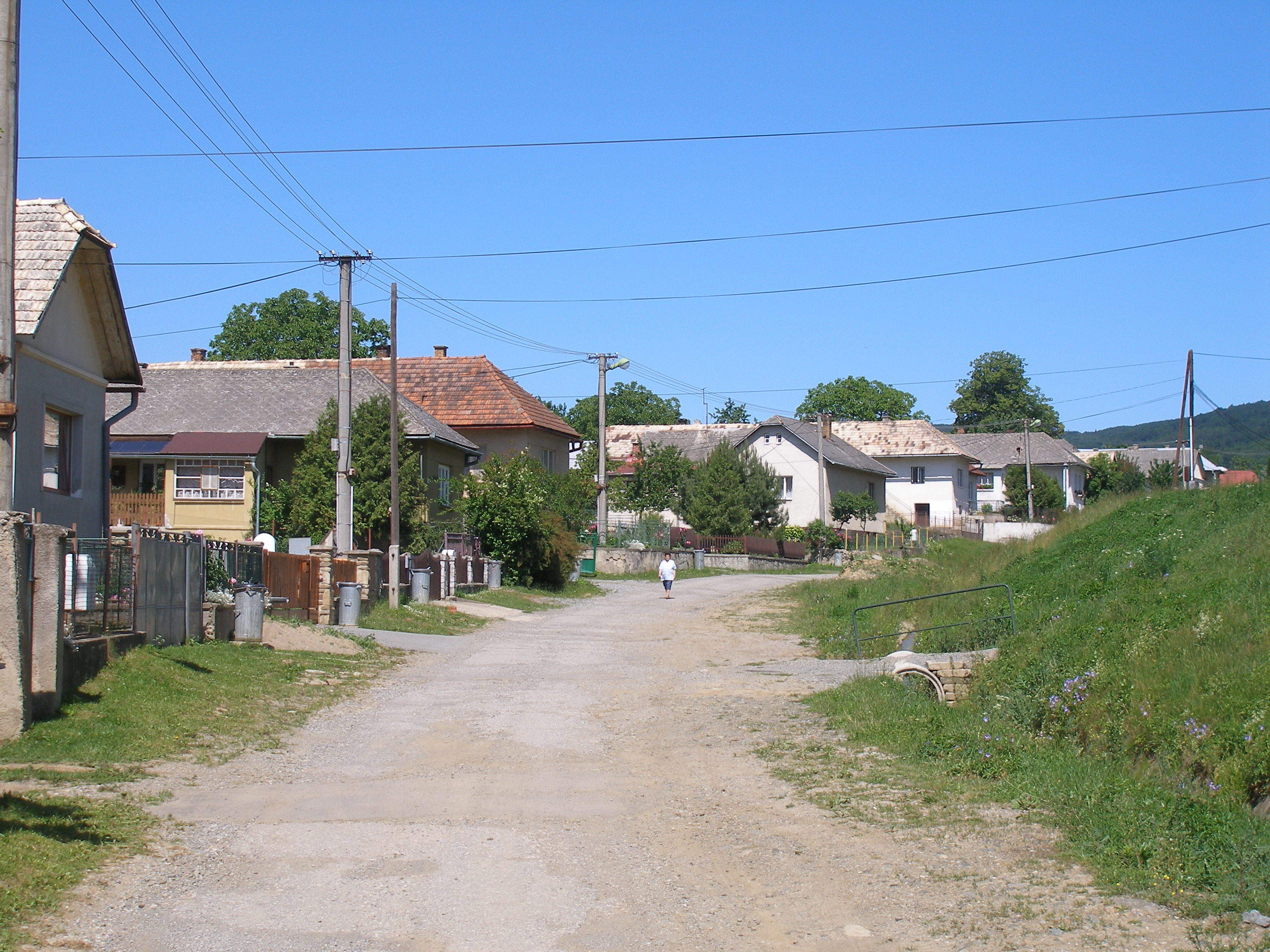
Uzovský Šalgov

Die Gemeinde befindet sich im Bergland Spišsko-šarišské medzihorie am Ostrand des Bachureň-Gebirges am Bach Šalgov, an der Stelle, wo er das kleinere Nebengewässer Šalgovec aufnimmt. Das Gebiet liegt im Einzugsgebiet der Torysa. Das Ortszentrum liegt auf einer Höhe von 365 m n.m. und ist vier Kilometer von Sabinov entfernt.
Nachbargemeinden sind Pečovská Nová Ves im Norden, Ražňany im Osten und Süden, Uzovské Pekľany im Westen und Červenica pri Sabinove im Nordwesten.

## Geschichte

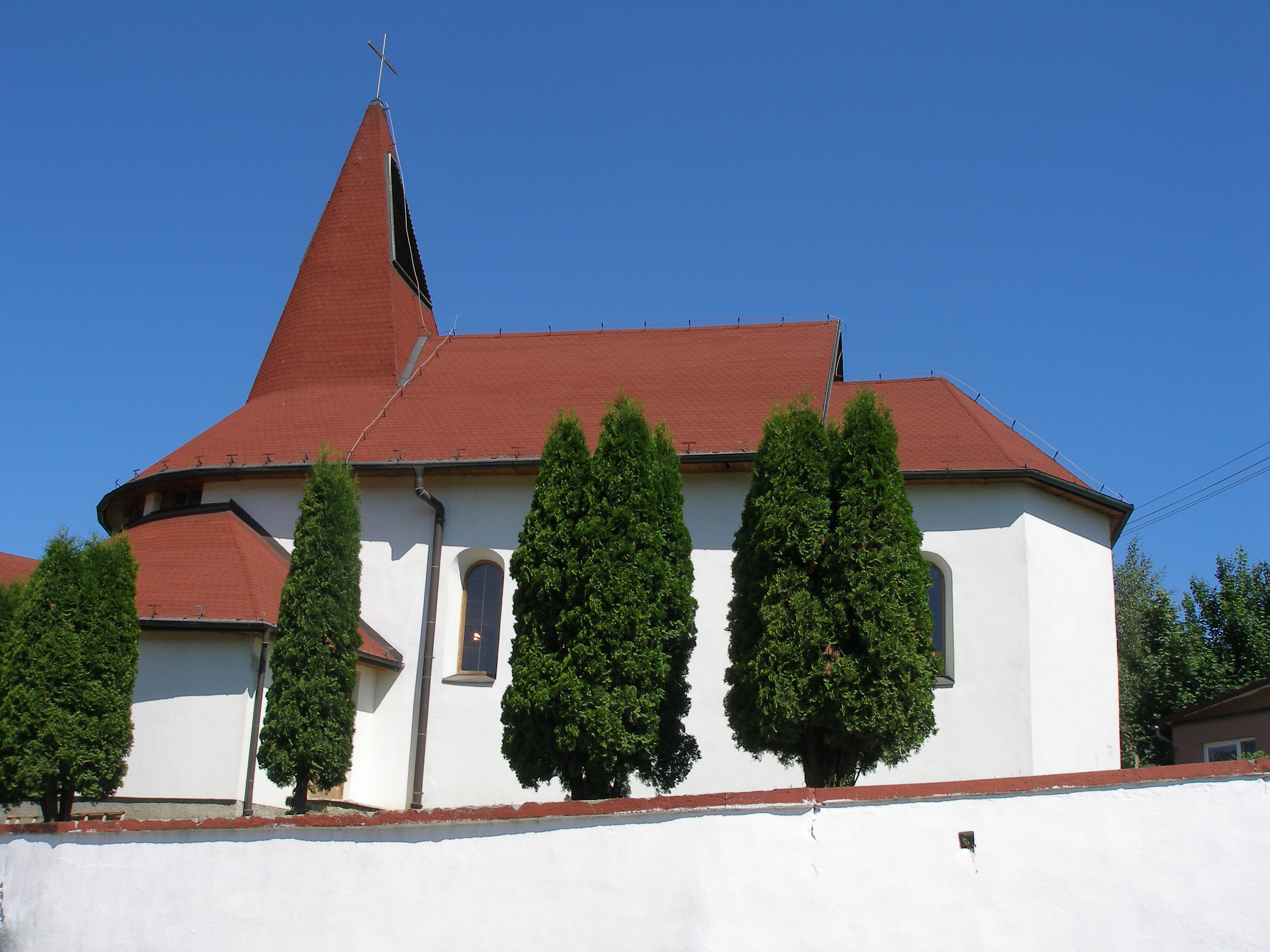
Emmerichkirche im Ort

Der Ort wurde zum ersten Mal 1323 als Totthfalu schriftlich erwähnt und war damals Gut des Geschlechts Tekule. Der Name bedeutet wörtlich „slowakisches Dorf“ und soll bereits im 14. Jahrhundert existiert haben. Der heutige Ortsname erscheint zuerst 1337 in der Form Solgou. 1427 wurden in einem Steuerverzeichnis 19 Porta besteuert, somit handelte es sich um ein mittelgroßes Dorf. Später verarmten die Einwohner, sodass 1567 nur noch zwei Porta fällig waren und 1600 standen hier 14 ausschließlich durch Untertanen bewohnte Häuser, Kirche und Pfarrei, eventuell auch eine Schule. Im 16. Jahrhundert wurde die Familie Úsz, was sich auch im Ortsnamen widerspiegelte. 1787 hatte die Ortschaft 34 Häuser und 200 Einwohner, 1828 zählte man 49 Häuser und 390 Einwohner, die als Landwirte beschäftigt waren. Im 19. Jahrhundert stammten die Besitzer aus den Familien Semsey und Péchy.
Bis 1918/1919 gehörte der im Komitat Sáros liegende Ort zum Königreich Ungarn und kam danach zur Tschechoslowakei beziehungsweise heute Slowakei. Während der Kämpfe zwischen der tschechoslowakischen Armee und der Roten Armee der Ungarischen Räterepublik im Jahr 1919 brannte der Ort aus. In der ersten tschechoslowakischen Republik arbeiteten die Einwohner als Landwirte, Obstbauer, Viehhalter und saisonal auch als Waldarbeiter. Nach dem Zweiten Weltkrieg arbeitete ein Teil der Einwohner in Industriebetrieben in Städten wie Prešov und Sabinov.

## Bevölkerung
| Jahr                | 1994 | 2004    | 2014    | 2024     |
| ------------------- | ---- | ------- | ------- | -------- |
| Anzahl der Personen | 577  | 570     | 602     | 669      |
| Unterschied         |      | −1,21 % | +5,61 % | +11,12 % |

| Jahr                | 2023 | 2024    |
| ------------------- | ---- | ------- |
| Anzahl der Personen | 656  | 669     |
| Unterschied         |      | +1,98 % |

Nach der Volkszählung 2011 wohnten in Uzovský Šalgov 609 Einwohner, davon 586 Slowaken sowie jeweils ein Russe und Tscheche. 21 Einwohner machten keine Angabe zur Ethnie.
569 Einwohner bekannten sich zur römisch-katholischen Kirche, zehn Einwohner zur griechisch-katholischen Kirche sowie jeweils ein Einwohner zur Evangelischen Kirche A. B. und zur orthodoxen Kirche. Sechs Einwohner waren konfessionslos und bei 22 Einwohnern wurde die Konfession nicht ermittelt.

## Bauwerke und Denkmäler
- Landschloss der Familie Péchy im spätklassizistischen Stil aus der Mitte des 19. Jahrhunderts
- römisch-katholische Emmerichkirche aus dem Jahr 1610 mit einer Verteidigungsmauer, zuletzt in den Jahren 1992 und 1993 umgebaut